# 葉足動物門
葉足動物門（學名：Lobopodia）為一并系群分類，是一群可以追溯至寒武紀時代的動物，對於當中絕大部分至今仍然所知不多。此类動物具體節，有成對的足（葉足），但缺乏節肢動物具有的外骨骼和關節。基本上這类動物就像「長着足的蠕蟲」，當中大部分被認為與泛节肢动物（節肢動物、有爪動物和緩步動物）的祖先有密切關係。葉足動物的定義因文獻記載而異，但一般泛指曾一度被歸類于異蟲綱（Xenusia）的泛節肢動物化石物種，如異蟲（Xenusion）、微網蟲（Microdictyon）、埃謝櫛蠶（Aysheaia）、爪網蟲（Onychodictyon）、貧腿蟲（Paucipoda）、心網蟲（Cardiodictyon）、啰哩山虫（Luolishania）、怪誕蟲（Hallucigenia）等。有时也将厌恶虫、全齿虫、宣扬爪虫甚至欧巴宾海蝎和胡桃钳虫等与奇虾类动物亲缘关系较近的物种归纳入具鳃叶足动物。
葉足動物的體型一般大於2厘米，但只有少數物種可超越10釐米。葉足動物藉由成對的葉足在海床上自由步行或攀爬，食性依物種而異，包含了各種食腐動物、濾食性動物和掠食者。
由於一些微網蟲有骨片的鱗，故有些學者將一些寒武紀早期有骨片的動物分類在此屬中。

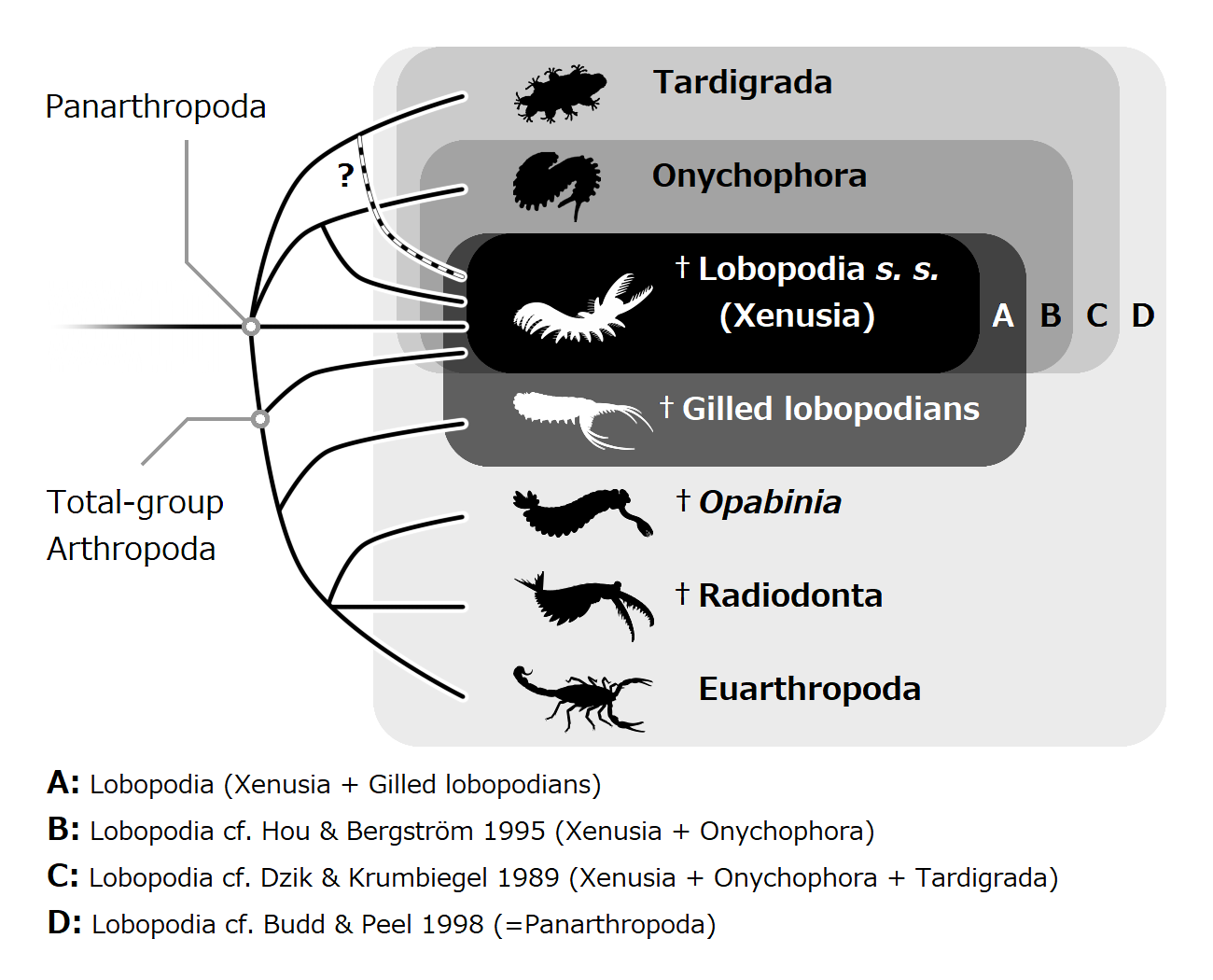
葉足動物的定義和在泛节肢动物中的分类位置